# میلوراد ارسنیجوویچ
میلوراد ارسنیجوویچ (سیریلیک صربی: Милорад Арсенијевић؛ ۶ ژوئن ۱۹۰۶ – ۱۸ مارس ۱۹۸۷) یک بازیکن فوتبال اهل صربستان بود.